# Der Seekadett
Der Seekadett är en operett i tre akter med musik av Richard Genée och libretto av Camillo Walzel under sin pseudonym "F. Zell". Den hade premiär den 24 oktober 1876 på Theater an der Wien i Wien.

## Historia
Operetten gav upphov till en spelöppning i schack, Seekadettenmatt (svenska: Légals matt), vilken äger rum under andra akten i ett parti med levande pjäser.

## Personer
- Maria Franziska, Drottning av Portugal
- Dom Domingos Vorgas de Barros, ceremoninmästare
- Donna Antonia, hans fru
- Lambert de Saint Ouerlonde (gift med drottningen i hemlighet)
- Fanchette Michel, skådespelerska
- Don Januario de Sonzo-Silvae Pernambuco
- Francesco Bernardino Ribeiro, Officer
- Joaquino da Rita-Durao, Officer
- Norberto, Officer
- Mungo, Januarios faktotum
- Rodriguez, Page
- Diego, Antonio, José, Bernardino, Agosta, Henriquez, Federigo, Sebastiano, Gomez, Bonifazio (Sjökadetter)
- Vikarier, korgossar, slavar, pager, folk, vakter
- de 32 levande schackfigurerna

## Handling
Speltid: ca. 2½ timmar
Spelplats: Lissabon, i och runt kungliga slottet Bemposta
Tid: 1750
Akt I - Balsal i slottet Bemposta
Skådespelerskan Fanchette Michel reser till Lissabon för att leta upp sin tidigare älskare Lambert. Han har gått in i portugisisk tjänst och drottning Maria blev kär i den stilige, unge officeren. De två gifte sig i hemlighet, men bara Donna Antonia, en hovdam och frun till ceremonimästaren Dom Domingo, vet om det.
Lambert blir obekvämt överraskad av Fanchettes besök eftersom hans fru drottningen är mycket svartsjuk. Han försöker göra sig kvitt henne genom att servera Fanchette den frukost som är ämnad för drottningen. I denna situation uppenbarar sig Don Januario, en miljonär från Brasilien. Han är en vän till Lambert, och när han ser Fanchette blir han omedelbart kär i henne.
När drottningen närmar sig tar Fanchette sin tillflykt till ett litet rum bredvid balsalen. Den närsynte ceremonimästaren tror att han känt igen sin fru i Fanchette. Eftersom han länge har misstänkt Donna Antonia för äktenskaplig otrohet, har han låtit bevaka det angränsande rummet (som saknar utgång) och hämtar drottningen. Drottning Maria dyker upp med sitt hov, inklusive Donna Antonia, Dom Domingos fru. Just som den svartsjuka drottningen ska öppna rummet, stormar en delegation av sjökadetter in som hade beordrats till slottet.
Fanchette upptäckte uniformen till en sjökadett i sitt "fängelse". Iklädd manskläder förevisas hon för drottningen som en kadett. Lambert introducerar Fanchette som Dom Maurizio, och hon ansluter sig till delegationen av sjökadetter.
Akt 2 - Terrass på sjöfartsskolan vid havet
För att inte göra sig bort måste Fanchette fortsätta spela sin roll. Men eftersom hon blir sjösjuk på vattnet och vägrar inta både vin och cigarrer, har hon svårt med sina kamrater. Lambert hjälper henne försiktigt, och när Don Januaryio råkar gå med dem kan han knappast tro att hon är en man.
I anledning av en flagginvigning av drottningen befordras Don Maurizio (Fanchette) till kapten och Lambert till storamiral. Fanchette förolämpar Don Januario efter att ha fått denna ära. Han ser en man i Fanchette och utmanar kapten Maurizio på en duell.
Viktigare än denna duell är dock schackspelet mellan drottningen och Lambert (med levande figurer i matchande kostymer). När drottningen hotas av en skamlig schackmatt, kliver Fanchette in och räddar upp spel för drottningen i fem drag. Drottningen visar mer och mer intresse för denna stiliga unga officer och utnämner honom spontant till stallmästare.
Akt 3 - Drottningens boudoir
Tyvärr finns det också en riktig Don Maurizio, en riktig libertin. Människorna i Lissabon klagar till ceremonimästaren om denna skurk. Ceremonimästaren anklagar Fanchette och vidarebefordrar stämningarna och klagomålen till drottningen. Eftersom Fanchette just har räddat drottningens liv under en hästtur med drottningen avvisas alla anklagelser.
Under en diskussion med Don Januario erkände Fanchette sanningen. För att officiellt återupprätta Fanchette som kvinna planerar Don Januario, Fanchette och Lambert följande plan: Om Fanchette friar till drottningen borde den avundsjuka mannen Lambert storma in i boudoiren med sin dragna sabel. Drottningen gömmer Fanchette i ett hemligt angränsande rum. Där tar hon omedelbart på sig en drottningsklänning och framträder som en dam. Drottningens rykte bevaras. Planen lyckas och drottning Maria förkunnar med glädje sitt äktenskap med Lambert. Don Januario meddelade också sin avsikt att ta Fanchette med sig till Brasilien och att gifta sig med henne där. Eftersom drottningen fortfarande är av den uppfattningen att Fanchette är en man, frågar hon förvånad, Hur är det möjligt. Med Fanchettes svar, ”Oroa sig inte, ers majestät, jag står för allt!” Ridån faller.